# Andreas Elias Büchner
Pour les articles homonymes, voir Büchner.
Andreas Elias Büchner est un médecin allemand né le 9 avril 1701 à Erfurt et mort le 29 juillet 1769  à Halle.

## Biographie

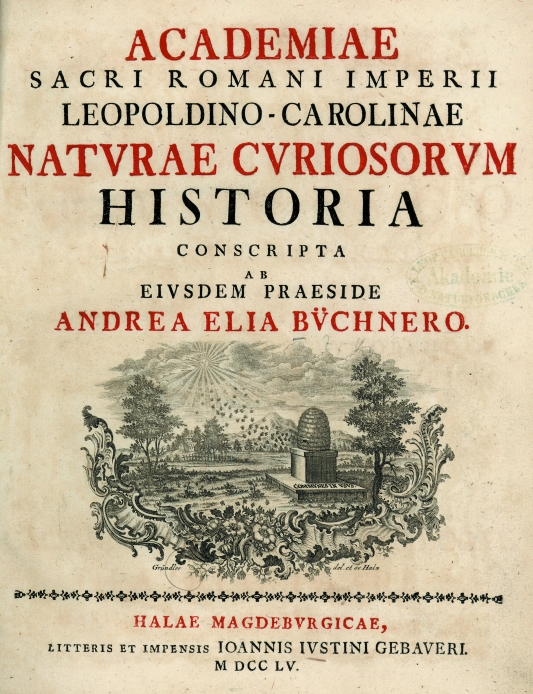
Page de titre de lHistoire de l'Académie des Curieux de la nature (1755).

Il fait ses études de médecine aux universités d'Erfurt, de Halle et de Leipzig et obtient son doctorat en 1722. En 1724, il devient professeur à l'université d'Erfurt et obtient une maîtrise d'arts. Membre de l'Académie des Curieux de la nature, il est nommé en 1735 premier médecin de l'empereur. Il succède en 1736 à Johann Jakob Baier comme président de la Leopoldina puis, en 1744, à Friedrich Hoffmann comme professeur à Halle.

## Œuvres
On lui doit une Histoire de l'Académie des Curieux de la nature (1755), ainsi qu'un grand nombre d'ouvrages de physiologie, sur la pathologie, la thérapie et la pharmacologie, comme :
- Dissertatio Inavgvralis Physico-Medica De Aqvis Medicatis Praesertim De Fonte Medicato Clivensi, 1752 ;
- Miscellanea physico-medico-mathemathica oder angenehme, curieuse und nützliche Nachrichten, 1731-1734 ;
- Abhandlung von einer besonderen und leichten Art, Taube hörend zu machen, 1759.